# Корнер, Герман
Герман Корнер (нем. Hermann Korner, лат. Kornerus Hermannus; около 1365 — 1438) — германский хронист и богослов из Любека, монах-доминиканец, автор «Новой хроники» (лат. Chronica novella), доведённой до 1435 года.

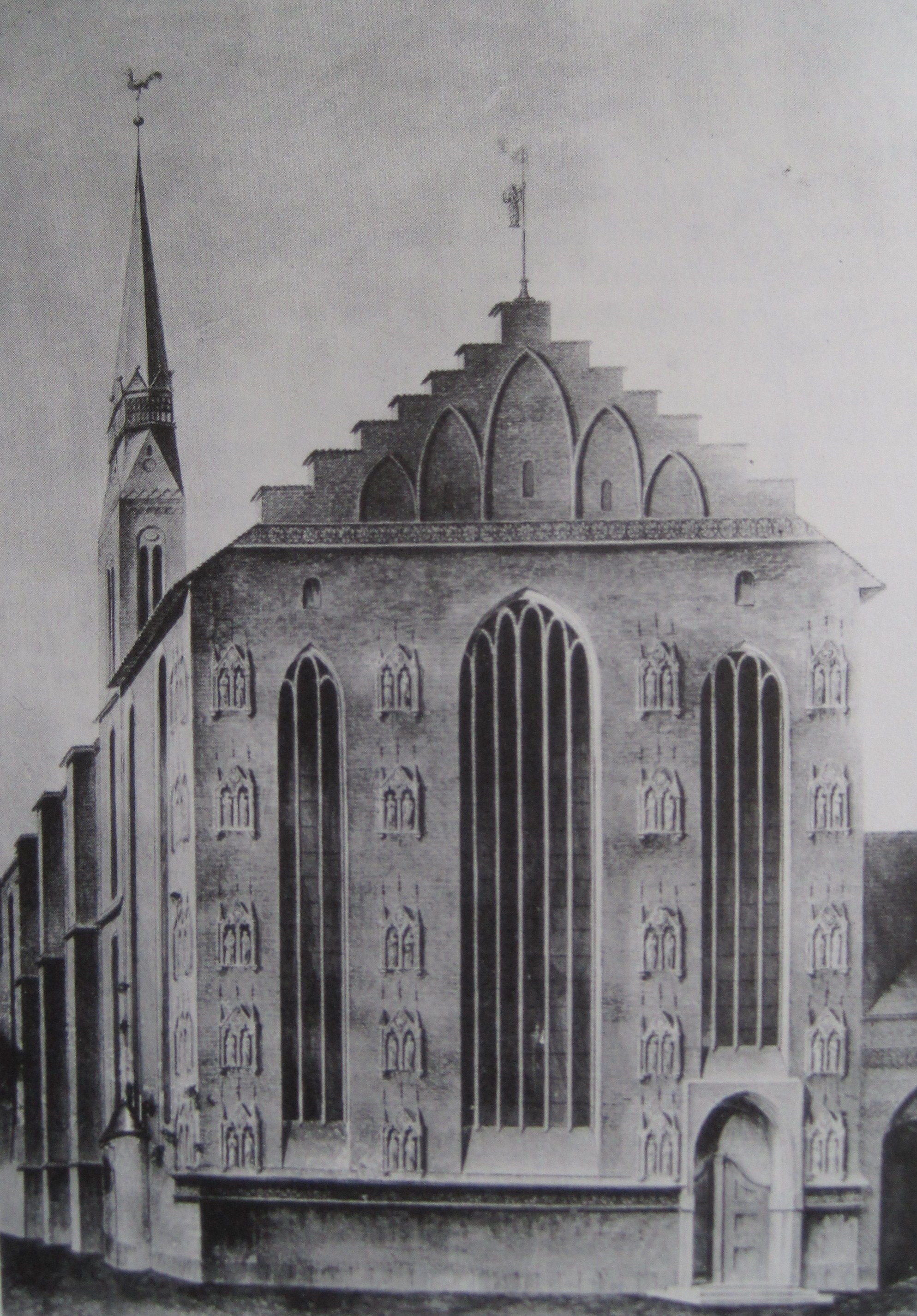
Церковь Святой Марии Магдалины в Любеке незадолго до снесения её в 1819 году. Рис. Л. Г. М. Гаутманна

## Биография
Родился около 1365 года в Любеке в бюргерской семье. В молодости служил наёмным солдатом, получив к 1386 году чин капитана (Söldnerunterführer). Не позже 1397 года постригся в монахи, вступив в орден доминиканцев. Около 1400 года работал в школе при монастыре Любека, нося звание magister studentium, затем служил чтецом в Хальберштадте, Магдебурге и Любеке. В 1410 году упоминается в качестве приора доминиканского монастыря Св. Иоанна в Гамбурге. В 1414—1417, 1420—1422 и 1426 годах служил чтецом, а после проповедником в доминиканском монастыре Св. Марии Магдалины в Любеке.
В 1431—1434 годах, будучи уже в преклонном возрасте, обучался в Эрфуртском университете, где в 1435 году получил на богословском факультете докторскую степень. В последние годы жизни пытался напечатать свою хронику в Ганновере. Умер в марте 1438 года в Любеке, где и был похоронен.

## Сочинения
Свою «Новую хронику» (лат. Chronica novella) Корнер начал составлять ещё в 1416 году в Магдебурге — сначала на латыни, затем также на средненижненемецком языке. Она неоднократно перерабатывалась им и дополнялась, из-за чего имеет несколько редакций: раннюю, 1418 года, представленную рукописью из библиотеки герцога Августа в Вольфенбюттеле, вторую, 1420 года, представленную рукописью из городской библиотеки Данцига, третью, 1423 года, представленную рукописью из Линчёпинга (Швеция), и четвёртую, 1435 или 1438 года, представленную рукописью из библиотеки Люнебурга.
Главным источником для Корнера послужила хроника Детмара Любекского; местами он точно следовал его тексту, хотя не всегда давал на неё прямые ссылки, периодически при заимствовании фактов называя в качестве своих источников некие «хроники данов, франков, саксов, ободритов» (лат. Chronicon Danorum, Chronicon Francorum, Chronicon Saxorum, Chronicon Obotritorum). Кроме Детмара, Корнер пользовался также хрониками Эккехарда из Ауры, Гельмольда из Босау (XII в.), анналами Альберта Штаденского, «Зерцалом историческим» Винсента из Бове (сер. XIII в.), «Хроникой пап и императоров» Мартина Опавского (около 1278 г.), а также хрониками любекского ратмана Йоханнеса Роде (Руфуса) и брата-доминиканца Генриха Херфордского (сер. XIV в.).
Сообщая о соборах XV века, Корнер выступает в качестве поборника ортодоксального католицизма, критикуя Виклифа, Гуса и «прочих еретиков». Не всегда внимательный к фактам и нестрогий к хронологии, он оказал, тем не менее, заметное влияние на северонемецкую историографию XV века. Его хроника впоследствии активно использовалась другими хронистами, причём не только немецкими, но и скандинавскими.
Хроника Корнера сохранилась не менее чем в восьми рукописях XV—XVI веков и впервые была опубликована в 1793 году в Лейпциге в «Corpus Scriptorum Medii Aevi» (стр. 431—1343). В XIX веке вокруг её исторической ценности развернулась серьёзная научная дискуссия. Отрывки из неё, касающиеся скандинавской истории, были изданы в 3-м томе «Scriptores rerum suecicarum». В последний раз латинский текст хроники был опубликован в 1895 году в Гёттингене историком и палеографом Якобом Швальмом.